# Nova Liubomîrka (Oleksandria), Rivne
Nova Liubomîrka (în ucraineană Нова Любомирка) este un sat în comuna Oleksandria din raionul Rivne, regiunea Rivne, Ucraina.

## Demografie
Componența lingvistică a localității Nova Liubomîrka
     Ucraineană (97,61%)
     Rusă (2,01%)
     Alte limbi (0,15%)
Conform recensământului din 2001, majoritatea populației localității Nova Liubomîrka era vorbitoare de ucraineană (97,61%), existând în minoritate și vorbitori de rusă (2,01%).